# Џон Севиџ
Џон Смили Јангс (енгл. John Smeallie Youngs; Олд Бетпејџ, Њујорк, 25. август 1949), познат као Џон Севиџ (енгл. John Savage), амерички је позоришни, филмски и ТВ глумац.